# Мордовская волость
Мордовская во́лость — административно-территориальная единица Усманского уезда Тамбовской губернии с центром в селе Мордово.

## География
Волость расположена в восточной части Усманского уезда. Волостной центр находился в 70 верстах от г. Усмани.

## История
Волость возникла по закону от 7 августа 1797 г. «О разделении казенных селений на волости и о порядке внутреннего их управления». Вводилось волостное правление. Структуру которого составляли: волостной голова, староста (выборный) и один писарь. Кроме того, в каждом селении волости избирался сельский старшина и при каждых десяти дворах десятский.
В ходе реформы Киселёва в волости вводились: исполнительный орган — волостное правление, распорядительный — волостной сход и судебно-апелляционная инстанция — волостная расправа. Были созданы волостные правления для государственных крестьян, подчинявшиеся местным палатам государственных имуществ. Волость вошла в состав Усманского округа.
В 1861 году в ходе крестьянской реформы произошли реорганизация в системе управления.  Волостное управление на основании Общего положения о крестьянах 1861 года составили:
1. Волостной сход;
2. Волостной старшина с волостным правлением;
3. Волостной крестьянский суд.

Волостные правления были ликвидированы постановлением Совнаркома РСФСР от 30 декабря 1917 года «Об органах местного самоуправления». Управление волости передавалось волостным съездам советов и волисполкомам.
Постановлением ВЦИК РСФСР от 4 января 1923 г. передана в состав Тамбовского уезда Тамбовской  губернии.

## Населённые  пункты
По состоянию на 1914 год состояла из следующих населенных пунктов:
- с. Мордово,
- с. Стрелецкое,
- с. Черняевка,
- д. Городище,
- д. Полковая,
- д. Кашировка,
- д. Малая Романовка[7].

## Приходы
Приход церкви  Михаила Архангела  в с. Мордово. Каменная, теплая, построена в 1859—1909 г.   Престола три: главный  — во имя Архистратига Михаила и придельные —  во имя св. муч. Флора и Лавра и в честь Смоленской иконы Божией Матери. Приход открыт в начале XVII века. Местночтимые иконы: Смоленская и Иверская иконы Божией Матери.
Приход церкви Вознесения в с. Мордово. Деревянная, теплая,  построена на  средства прихожан в 1884 году.
Приход церкви мученицы Параскевы в с. Стрелецкие выселки.   Открыт в 1857 году. Каменная, теплая, построена в 1862. Местночтимые иконы:  Иверская и Боголюбские иконы Божией Матери. В приходе деревня Полковая слобода.

## Население
1890—9530 человек.
Основная масса населения — крестьяне бывшие государственные.